# П-912 «Уна»
| П-912 «Уна»                | П-912 «Уна»                                | П-912 «Уна»                                |
| -------------------------- | ------------------------------------------ | ------------------------------------------ |
| П-912 «Уна» P-912 «Una»    |                                            |                                            |
|                            |                                            |                                            |
|                            |                                            |                                            |
| Під прапором               | Югославія                                  | Югославія                                  |
| Спуск на воду              | 1984 рік                                   | 1984 рік                                   |
| Виведений зі складу флоту  | 1997 рік                                   | 1997 рік                                   |
| Сучасний статус            | Експонат музею «Porto Montenegro» в Тіваті | Експонат музею «Porto Montenegro» в Тіваті |
| Проєкт                     |                                            |                                            |
| Основні характеристики     |                                            |                                            |
| Швидкість (надводна)       | 7 вузлів                                   | 7 вузлів                                   |
| Швидкість (підводна)       | 8 вузлів                                   | 8 вузлів                                   |
| Гранична глибина занурення | 120 м                                      | 120 м                                      |
| Автономність плавання      | 250 миль (на 3 вузлах)                     | 250 миль (на 3 вузлах)                     |
| Екіпаж                     | 4 моряки та 6 диверсантів                  | 4 моряки та 6 диверсантів                  |
| Розміри                    |                                            |                                            |
| Довжина найбільша (по КВЛ) | 18,82 м                                    | 18,82 м                                    |
| Ширина корпусу найб.       | 2,4 м                                      | 2,4 м                                      |
| Водотоннажність надводна   | 76,1 т                                     | 76,1 т                                     |
| Озброєння                  |                                            |                                            |
| Торпедно- мінне озброєння  | 4 донні міни                               | 4 донні міни                               |

'П-912 «Уна» (серб. П-912 «Уна», хорв. P-912 «Una») — надмалий підводний човен ВМС Югославії 1980—2000-х років однойменного типу. За післявоєнною традицією, названий на честь ріки Уни.

## Історія служби
Підводний човен «Тиса» був збудований у 1984 році на верфі «Brodogradilište specijalnih objekata» у Спліті. Ніс службу у складі ВМС Югославії.
Виключений зі складу флоту у 1997 році.
Після розпаду Югославії у 2006 році човен відійшов під юрисдикцію Чорногорії. У 2013 році переданий Музею «Porto Montenegro» в Тіваті. Доступний для відвідувачів з 3 липня 2013 року.